# Dock Street Theatre
Dock Street Theatre är en teater i Charleston i South Carolina i USA. 
Den grundades år 1736 och var därmed den första teatern i USA, då den grundades före Southwark Theatre i Philadelphia (1766) och John Street Theatre i New York (1767), som annars ofta omtalas som de äldsta.  Däremot är det oklart om teatern hade professionella skådespelare anställda: dess direktör Henry Holt hade enligt uppgift bildat ett teatersällskap av en grupp "studenter", och teatern var alltså troligen en amatörteater där manliga universitetsstudenter uppförde pjäser som en del av sin träning i retorik, något som var vanligt i Europa.
Charleston tycks året före teaterns öppnande ha haft en livlig amatörteaterverksamhet, och 1734-1735 uppfördes pjäser av ett amatörteatersällskap under ledning av Henry Holt i en tillfällig lokal. Dock Street Theatre öppnade 12 februari 1736 med föreställningen The Recruiting Officer av George Farquhar. Det var den första byggnaden i Nordamerika som hade uppförts och byggts uteslutande för teaterverksamhet. Den första operaföreställningen i Nordamerika, Flora, uppfördes på Dock Street Theatre 1737. Det finns inga uppgifter om att teatern användes efter 1737, och den brann troligen ned år 1740. 
Under de följande åren uppfördes tillfälliga teatrar för Old American Company vistelser i Charleston: 'New Theatre' (1754-55), New Queen Street Theatre (1763-73) och 
Church Street Theatre (1773-82),  men staden fick inte en permanent teater förrän med Charleston Theatre (1793-1833). 
År 1935 öppnades den nuvarande Dock Street Theatre i den byggnad som hade inhyst Planter's Hotel sedan 1809.